# 弦楽四重奏曲第1番 (ドヴォルザーク)
弦楽四重奏曲第1番 イ長調 作品2（B.8）は、アントニン・ドヴォルザークが1862年3月に完成した弦楽四重奏曲。作曲者最初期の室内楽曲である。

## 概要
ドヴォルザークの14曲の弦楽四重奏曲は1862年の第1番から1895年の第14番まで、彼の作曲家としてのキャリアを通じて書かれていった。彼は1861年の夏季に既に弦楽五重奏曲第1番 イ短調 作品1を書き上げており、本作が最初の室内楽作品であるわけではない。
1887年に長らく忘れられていたこの作品の改訂を決意したドヴォルザークは、元の版の中で彼が不必要な「つなぎ」であると考えた部分を大量に削除している。曲は作曲者が手本とした先人の影響を示している。
曲はプラハ音楽院の学長であったヨゼフ・クレイチーに献呈された。彼はドヴォルザークがプラハ・オルガン学校時代に音楽理論を学んだ人物であった。1888年以前の演奏記録は残されていないが、改訂版に関してはプラハのルドルフィヌムにおいてUmělecká besedaの演奏会で演奏されている。演奏者は国民劇場管弦楽団の団員であるカレル・オンドジーチェク、ヤン・ペリカーン、ペトル・マレシュ、アロイス・ネルダであった。

## 楽曲構成
全4楽章で構成される。演奏時間は約48分。
1. Andante – Allegro （イ長調）
2. Andante affettuoso et appassionato （嬰ヘ短調）
3. Allegro scherzando （イ長調）
4. Allegro animato （イ長調）

第1楽章はソナタ形式で書かれており、39小節の緩やかな序奏の中で旋律が提示と展開を受ける。この楽章は3つの主題を持つが、2つ目の主題は展開部では扱われない。第3楽章の3部に分かれたトリオは後に書かれる多くのフリアントに先鞭をつけるものであり、曲中でドヴォルザークの将来の巨匠性を最も強く予感させる。第4楽章もソナタ形式でまとめられている。コーダでは第1楽章の序章の主題が引用される。